# بلدرچین جنگلی پیشانی‌سیاه
بلدرچین جنگلی پیشانی‌سیاه (نام علمی: Odontophorus atrifrons) نام یک گونه از سرده بلدرچین جنگلی است.